# Lógica de relevância
Lógica de relevância, também conhecida como lógica relevante, é um tipo de lógica não-clássica que requer que o antecedente e o consequente em uma implicação estejam relativamente relacionados. Eles podem ser vistos como uma família da lógica subestrutural ou lógica modal.
Lógica de relevância tem como objetivo capturar os aspectos de uma implicação que são ignorados pelo operador da “implicação material” na função clássica de valoração verdade, ou seja, uma noção de relevância entre o antecedente e o condicional de uma implicação verdadeira. Essa ideia não é nova: C. I. Lewis foi levado a inventar a lógica modal, e especificamente, a implicação estrita, com o argumento de que a lógica clássica concede paradoxos da implicação material, como por exemplo, o princípio de que o “falso implica qualquer coisa”. Logo, “se eu sou um burro, então dois mais dois é quatro” é verdade se traduzido para uma implicação material, porém parece intuitivamente falso, uma vez que uma implicação verdadeira deve ligar um antecedente e o consequente por uma noção de relevância. E quer eu seja burro ou não, isso se torna irrelevante para o fato de dois mais dois ser quatro.
Como a lógica de relevância interpreta de maneira formal uma noção relevância? Em termos de uma restrição sintática para a lógica proposicional, é necessário, mas não suficiente, que as premissas e a conclusão compartilhem fórmulas atômicas (fórmulas que não contém conectivos lógicos). Na lógica de predicados, a relevância requer o compartilhamento de variáveis e constantes entre as premissas e a conclusão. Isso pode ser assegurado (juntamente com condições mais fortes), por exemplo, adicionando algumas regras ao sistema de dedução natural. Em particular, uma dedução natural ao estilo de Fitch pode ser adaptada para acomodar uma relevância, introduzindo marcações ao final de cada linha de uma implicação numa inferência. O cálculo de sequentes de Gentzen pode ser modificado através da remoção de regras enfraquecedoras que permitem uma introdução de fórmulas arbitrárias tanto à direita, quanto à esquerda dos sequentes.
Um aspecto notável da lógica de relevância é que ela é uma lógica paraconsistente: a existência de uma contradição não causa uma “explosão”. Isso decorre do fato de que uma condicional com um antecessor contraditório que não compartilha nenhuma variável com o consequente não pode ser verdade (ou derivável).

## História
A lógica de relevância foi proposta em 1928 pelo filósofo soviético (Russo) Ivan E. Orlov (1886-Circa 1936), em seu paper estritamente matemático, "The Logic of Compatibility of Propositions" publicado em Matematicheskii Sbornik. A ideia de implicação relevante aparece na lógica medieval, e alguns trabalhos pioneiros foram feitos por Ackermann, Moh, e Church nos anos 50. Em seguida, Nuel Belnap e Alan Ross Anderson (e outros) escreveram o “magnum opus” do assunto, “Entailment: The Logic of Relevance and Necessity” nos anos 70 (com o segundo volume sendo publicado nos anos 90). Eles focaram em ambos sistema de consequência lógica e sistema de relevância, onde as implicações antigas deveriam ser relevantes e necessárias.

## Semântica
A lógica de relevância é, em termos sintáticos, uma lógica subestrutural pois é obtida através da lógica clássica, removendo algumas regras estruturais do cálculo de sequentes ou marcando inferências de um sistema de dedução natural. Ela é algumas vezes referenciada como uma lógica modal pois pode ser caracterizada como uma classe de fórmulas válidas sobre uma classe de estruturas de Kpripke. Na semântica de Kripke para a lógica de relevância, o operador da implicação é um operador modal binário, e a negação é normalmente interpretado como sendo um operador modal unário. Como tal, a relação de acessibilidade que rege o operador é ternária, em vez das relações binárias que regem os operadores modais unários geralmente lidos como “nécessários”.
Uma estrutura Kripke F de uma linguagem de relevância proposicional é uma tripla (W,R,*), onde W é um conjunto de índices (ou pontos de um universo), R é uma relação de acessibilidade ternária entre os índices e * é uma função unária de índice em índice. Um modelo M para a linguagem é um par ordenado (F,V), onde F é uma estrutura e V é uma função que mapeia conjuntos de universos (proposicionais) em variáveis proposicionais. Seja M um modelo e a,b,c índices de M. Uma implicação é definida como:
- {\displaystyle M,a\models \phi \to \psi \iff \forall b,c((Rabc\land M,b\models \phi )\Rightarrow M,c\models \psi )}.

Uma negação é definida como:
- {\displaystyle M,a\models \lnot \phi \iff M,a^{*}\not \models \phi }.

É possível obter várias lógicas de relevância colocando restrições apropriadas em R e em *. Detalhes devem ser preenchidos.